# Petruixka

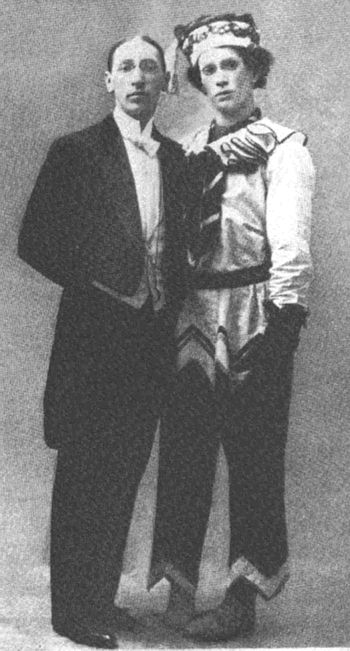
Nijinski vestit de la marioneta Petruixka, amb Stravinski

Petruixka és un ballet de dansa clàssica en un acte i quatre escenes coreografiat per Michel Fokine per als Ballets Russos, sobre una música d'Ígor Stravinski i estrenat al Théâtre du Châtelet de París el 13 de juny de 1911. En la funció d'estrena el repartiment va ser: Vátslav Nizhinski (Petruixka), Tamara Karsavina (la ballarina), Alexandre Orlov (el moro), Enrico Cecchetti (el mag o xarlatà); i el director musical va ser Pierre Monteux.
Petruixka és una marioneta de palla i serradures tradicional russa de caràcter burleta, el que en la cultura europea occidental equivaldria al putxinel·li, que cobra vida i desenvolupa la capacitat de sentir.

## Stravinski i el seu canvi a la música moderna
Ígor Stravinski (1882-1971) és considerat com un dels més importants i influents compositors del segle xx. La seva llarga i prolífica carrera va produir moltes obres mestres brillants que van desafiar al públic i als músics per igual.
Stravinski va revolucionar els sons simfònics usant i combinant els instruments de manera poc convencionals i sorprenents. La seva música era considerada inherentment russa i definitivament moderna, en gran part degut a la seva orquestració, harmonia i forma que trenca les regles. Nascut a Rússia, Stravinski es va traslladar a Suïssa, França i als Estats Units durant la seva vida.
Al llarg de la seva carrera, Stravinski va lidiar amb el problema de la llibertat. La composició musical per ballet del 1908, "l'ocell de foc", va ser un punt d'inflexió pel jove compositor de 28 anys. Per ell era un allunyament dels compositors russos que admirava; però, la música encara confirmava la seva influència. No era l'Stravinski que avui coneixem, era l'Stravinski estudiant de Rimski-Kórsakov i admirador de Txaikovski. Aquest projecte va ser el seu primer treball madur en el qual va establir en el món de la música un vincle favorable amb Serguei Diàguilev i els Ballets russos de París el 1910.

### L'estrena
Diàguilev i Stravinski ja havien pactat l'esquema general de la seva pròxima col·laboració quan l'empresari va visitar el compositor a Lausana. Diàguilev es va sorprendre el trobar a Stravinski treballant en una peça totalment diferent, un semiconcert per a piano i orquestra. Segons el compositor, era una peça amb la qual podia esplaiar-se creativament. Diàguilev va veure les possibilitats de la peça i va convèncer a l'autor per crear una partitura per a ballet. L'obra acabada Petruixka va ser estrenada el 1911 al Teatre de Châtelet de París, amb Pierre Monteux dirigint, Vàtslav Nijinski ballant el paper protagonista i col·laborant amb el crític Alexandre Benois i el coreògraf Michel Fokine. Per si no n'hi hagués prou, Stravinski va estar a càrrec de la major part de l'escena.

### El canvi de Stravinski
L'ocell de foc, el nou ballet, va ser un gran èxit, a diferència d'aquella obra, Petruixka va ser un pas crucial pel trencament del prototip orquestral del romanticisme tardíac. Va tenir èxit, però el públic no estava preparat encara per les noves sonoritats i esquemes del compositor rus. Stravinski va començar el seu distanciament de la noció de "desenvolupament" i en el seu lloc va crear contrasts amb blocs sonors molt atrevits, una tècnica que es convertiria en un segell distintiu del seu estil. En la seva música, Stravinski va explorar textures en capes, cançons populars, seccions dissemblants i estranyes progressions harmòniques. Stravinski va fer servir una idea revolucionària a Petruixka, la bitonalitat.

Anteriorment, els compositors escrivien composicions en una sola tonalitat (com una simfonia en "Si bemoll Major"), però Stravinski va experimentar la barreja de dues tonalitats al mateix temps. De fet, el compositor va explorar color i ritme en les seves formes més abstractes. Va utilitzar agrupacions rítmiques desequilibrades, trenca melodies, explotava les capacitats de l'orquestra amb brillants i complexes taques de so per evocar la llum de colors vius. Stravinski comença a utilitzar aquests colors orquestrals de la mateixa manera en què els compositors romàntics i clàssics havien utilitzat temes, substitució de color per melodia, muntatge musical en comptes de la variació brahmsiana.

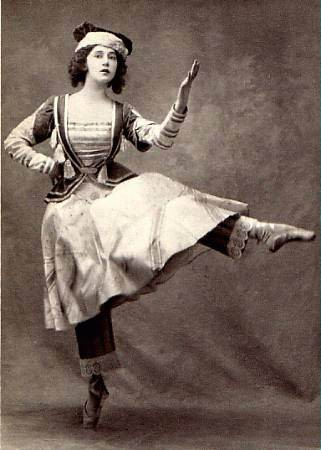
Tamara Karsavina fent de nina ballarina a Petruixka, en 1911

Aquest tipus de composició ha sigut comparat amb les pintures de Picasso i Georges Braque, on figures i escenes es distorsionen i abstreuen o un objectiu pintat pot estar compost per diversos blocs de color relacionats amb la llibertat.
Petruixka és també una obra que s'origina en la música popular russa, des de les primeres notes (una cançó popular de la Setmana Santa de Smolensk) fins a la dansa de la gitana a la quarta escena. Aquesta inclinació per la música popular s'infiltraria a la seva música al llarg de la seva carrera. A Petruixka sentim a Stravinski trobar la seva veu i construir un impuls que el portaria al prestigi que seria La Consagració de la Primavera. Amb tot i això, Petruixka com a tal és un viatge d'impuls que dona al compositor la confiança per continuar el que seria la seva vocació definitiva: renovar la forma de pensar i escoltar la música de concert.

### La revisió dePetruixka
L'octubre de 1946, a la mateixa època de les seves conferències a Harvard, Stravinski va fer una revisió de Petruixka. Va canviar substancialment l'orquestració i va adaptar la música per ser més una obra de concert i no tant de ballet, a més d'ampliar una mica la part de piano a les escenes tres i quatre; algunes figures que eren harmòniques a la partitura original van ser treballades com línies contrapuntístiques. Stravinski també va canviar les marques de tempo considerablement al llarg de l'obra.

## Argument

### Escena I: La Fira de Shrovetide
En 1838, en un club de Sant Petersburg, se celebra la fira de carnaval amb una atabalada escena de celebració de l'hivern rus (abans de la Quaresma, el "Mardi Gras", el dimarts abans del dimecres de cendra) la Fira de Shrovetide. Al carnaval d'hivern hi trobem artistes, venedors i moltes comparses de carnaval.
En la plaça hi ha un teatrí on el Mag presenta un espectacle. A diferència de qualsevol altre espectacle de titelles, aquest espectacle és "màgic". El Mag toca la seva flauta encantada i llança un encanteri per donar vida a les seves tres titelles: El moro, la ballarina i el pallasso, Petruixka. Després de veure els titelles en vida, la multitud es queden encantades i bocabadades per els titelles que interpreten una animada actuació russa, un ball folklòric pel seu públic.
Petruixka, en un atac de gelosia, agredeix al Moro i el Xarlatà deté la presentació.

### Escena II: L'habitació de Petruixka
La segona escena s'endinsa darrere les cortines de l'espectacle per veure com són realment les vides secretes dels titelles quan ningú està mirant. Veiem a Petruixka, el pallasso, sol en la seva freda i fosca habitació. Encara que sigui un titella, Petruixka sent emocions humanes i se sent molt trist perquè està controlat per les mesquines mans del vell mag que sempre tanca els seus titelles. Petruixka plora de desesperació i ningú creu que els seus sentiments siguin reals. Ningú entén el seu dolor o amor que sent. Fins i tot el Mag li penja una foto de si mateix a la seva habitació per recordar-li qui és el mestre i que ell només és un titella.
Petruixka també està enamorat de la bella ballarina. Quan ella entra a la seva habitació, ell intenta demostrar-li el seu amor ballant per guanyar-se la seva aprovació, però la Ballarina es marxa espantada per la rudesa de Petruixka deixant-lo sumit en la tristesa i la desesperació.

### Escena III: L'habitació del Moro
Aquesta escena es desenvolupa en l'habitació del Moro. A diferència de l'habitació de Petruixka, l'habitació del Moro és espaiosa, bellament decorada i molt còmode. Ell és guapo però mandrós, arrogant i no molt intel·ligent. Encara que el Moro també està presoner, es troba feliç amb la seva situació.
El Mag de l'espectacle posa la ballarina a l'habitació del Moro, ella està complaguda pel tracte i es deixa abraçar per ell. La ballarina flirteja amb el Moro amb un espectacle preparat per ell, ballant i tocant una trompeta de joguina. El Moro es queda captivat i ballen un vals junts.
A l'altra banda de paret, el pobre Petruixka pot escoltar l'alegria i els riures de la ballarina i el Moro i la seva gelosia el tornen boig. En aquest moment entra Petruixka, que amenaça al Moro. Aquest es defensa amb la simitarra i fa fugir a Petruixka.

### Escena IV: La tornada al món exterior, la Fira de Shrovetide
La fira de carnaval en la plaça de Sant Petersburg. Les persones han continuat amb les celebracions sense adonar-se del que succeeix dintre del teatrí. La festa s'interromp quan surt pel teatrí Petruixka perseguit pel moro. La ballarina intenta desesperadament frenar al Moro i salvar a Petruixka, però malauradament no ho aconsegueix i el Moro mata a Petruixka.
La gent s'espanta pensant que s'ha comès un assassinat. Arriba la policia i interroga al Mag, però en el pis solament hi ha un ninot de drap. La festa arriba a la seva fi, tots es van retirant i el Xarlatà es duu a Petruixka cap al teatrí però del sostre apareix el fantasma de Petruixka amenaçador que està trist i decebut perquè les multituds i l'audiència han sigut enganyats.
La història acaba amb una pregunta: Qui és real i qui no?

## Les titelles russes
Petruixka és un titella, ell és un personatge conegut en tot Europa amb diferents noms: Punch al Regne Unit, Polichinelle a França, Pulcinella a Italia, Kasperle a Alemanya i Petruixka a Rússia. Qualsevol que tingui aquest nom és un ensarronador, un rebel, un maltractador. Imposa la justícia moral amb un pal per escarmentar, parla amb una veu aguda i cridanera i discuteix amb el dimoni. Repetien escenes clau d'una obra a una altra. Les obres normalment acabaven amb un gos, un policia o el diable arrossegant-lo.

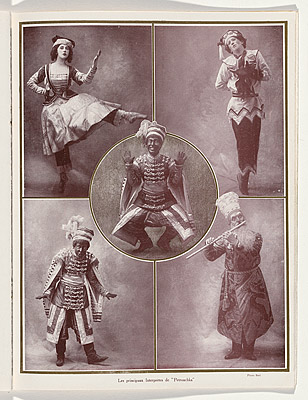
Titelles russes

L'emperadriu Anna Ivanova va portar els titelles a Rússia al segle xviii. Aquests titelles eren una diversió per l'aristocràcia. Els titelles de pal eren una importació asiàtica. Executaven obres religioses, sobretot per Nadal. Petruixka, però, era un titella de mà, era estimat per la gent comuna. Actuava a teatres de carrer i altres llocs a l'aire lliure com cabines portàtils que es podien muntar i desmuntar fàcilment. Després de la Revolució Russa, les autoritats soviètiques van obligar a Petruixka a entrar a l'interior i a l'alta societat per tenir-la controlada.

## Acord Petruixka
L'acord Petruixka és un recurs politonal recurrent utilitzat en el ballet de Stravinski i en la seva música posterior. L'acord està compost per dos acords majors (do i fa#) que xoquen quan sonen junts i creen un acord dissonant.
Així el trobem disposat a la partitura de piano. Aquest acord es defineix com dues triades majors simultànies separades per un tríton.
El conjunt de l'acord utilitza tons que formen una escala hexatònica sintètica (0 1 4 6 7 t). Quan es deletreja enharmònicament do - reb - mi -solb - sol - sib, es diu escala tríton. Alternativament, quan s'escriu do - reb - mi - fa# - sol - sib, es pot llegir com l'escala auxiliar disminuïda.
Es pot considerar que els acords es contradiuen entre si a causa de la relació del tríton. "Qualsevol tendència que emergeix-hi a una tonalitat pot evitar-se introduint una nota a tres tons justos distants de la nota clau d'aquella tonalitat".

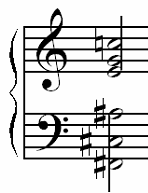
Acord Petruixka

Al final de la tercera escena, apareix l'acord de Petruixka però en la i mib, que amb do i fa# creen un acord de sèptima disminuïda.

## Altres versions
Durant els assajos per l'estrena de l'any 1911, Ígor Stravinski i altres pianistes com el compositor rus Nicolai Tchereonin van fer servir una versió a quatre mans per a piano de l'obra. Aquesta versió mai ha sigut publicada, però pianistes com Paul Jacobs o Ursula Oppens entre d'altres, l'han interpretat en concerts.L'any 1921 el mateix Stravinski va crear una versió molt virtuosística i exitosa per al famós pianista Arthur Rubinstein anomenada Trois mouvements de Petrouixka. El mateix Stravinski va admetre que era tan difícil que ell era incapaç de tocar-la, a causa de la tècnica i dificultat de la mà esquerra.
Stravinski també va visitar a Herbert Stothart, compositor de la banda sonora de El mag d'Oz l'any 1936. Va regalar una còpia signada de Petruixka a Stothart, ja que va afegir un fragment breu del quart acte de l'obra en la banda sonora de la pel·lícula. L'any 1946 va reduir la partitura de ballet, ja que l'original no era acceptada a tot arreu pel copyright. Així doncs sorgeix la famosa versió de 1947, la més interpretada actualment. En aquesta versió les transicions de timbales i tambor, opcionals en la versió de 1911, es tornen obligatòries. La melodia de la ballarina (solo de trompeta), passa de corneta a trompeta i apareix un fortississimo opcional poc abans de la conclusió del piano. En la versió revisada Stravinski també va eliminar passatges mètrics molt difícils del primer acte.
A part de la versió revisada del ballet, Stravinski també va crear una suite per orquestra sola que inclou gairebé tot el ballet, només va eliminar les tres últimes seccions. D'aquesta obra en feu una transcripció per a dos pianos el compositor i pianista Víctor Babin.

## Instrumentació

### Versió original 1911
La versió original de 1911 de Petrushka està orquestrada per als següents instruments.
| Vent Fusta 2 flautes 2 flautes piccolo 3 oboès 1 corn anglès 3 clarinet en siB, 1 clarinet baix 3 fagots 1 contrafagot Vent Metall 4 trompes Fa 1 trompeta en siB 1 piccolo en siB 2 cornetes, siB i la 3 trombons 1 tuba | Percussió Timbals Bombo Plats 2 Tambors Tamborí Tambó tenor Triangle Tamtam Glockenspiel Xilòfon Piano Celesta 2 arpes Cordes |

### Versió revisada 1947
| Vent Fusta 2 flautes 1 flauta piccolo 2 oboès 1 corn anglès 2 clarinets en siB, 1 clarinet baix 2 fagots 1 contrafagot Vent Metall 4 trompes Fa 3 trompetes, siB i Do 3 trombons 1 tuba | Percussió Timbals Bombo Plats Tambor Tamborí Triangle Tamtam Xilòfon Piano Celesta Arpa Cordes |

En la versió revisada Stravinski redueix l’orquestració i elimina la banda externa original, donant així més protagonisme a cada instrument i generant més papers solístics.

## Influència dels ballets russos a la península
La música russa va penetrar a l'escena espanyola d'un mode impactant quan la guerra va portar la companyia de Diaghilev, que va deixar una marca importantíssima a la visualitat, la dansa i el teatre produït fins ara al nostre país. Les cinc temporades de la companyia de Ballets Russos a Madrid entre 1916 i 1921 van ser situades en el context dels espectacles de dansa habituals a la capital espanyola.
L'arribada de Diaghilev, la dansa es distribuïa a Madrid entre el Teatro Real, els ballables com atracció en el teatre líric, els números de dansa als teatres de varietats i alguns espais específics destinats al ball flamenc. El públic de la capital espanyola no tenia en aquell període l'hàbit de veure ballets, sinó que danses lliures o ballables a funcions operístiques o teatrals.
Mentrestant, les varietats en l'espai d'experimentació per excel·lència, a través del qual van poder penetrar algunes tendències europees i americanes i va ser en aquell context on va fer servir les eines les artistes fonamentals per la dansa espanyola de l'Edat de Plata: Antonia Mercè La Argentina, Encarnación López La Argentinita i moltes altres creadores que feien tots els rols de coreografia i intèrpret i, al mateix temps, també d'empressaria i directora de companyia.
Per altra banda, la dansa s'entenia a Espanya com un àmbit professional principalment femení, qüestionat per alguns observadors a causa dels aspectes considerats voluptuosos i immorals, i blanc de crítiques que es barrejaven sovint amb qüestions d'identitat personal, racial, social, cultural o política.

### La companyia de Diaghilev

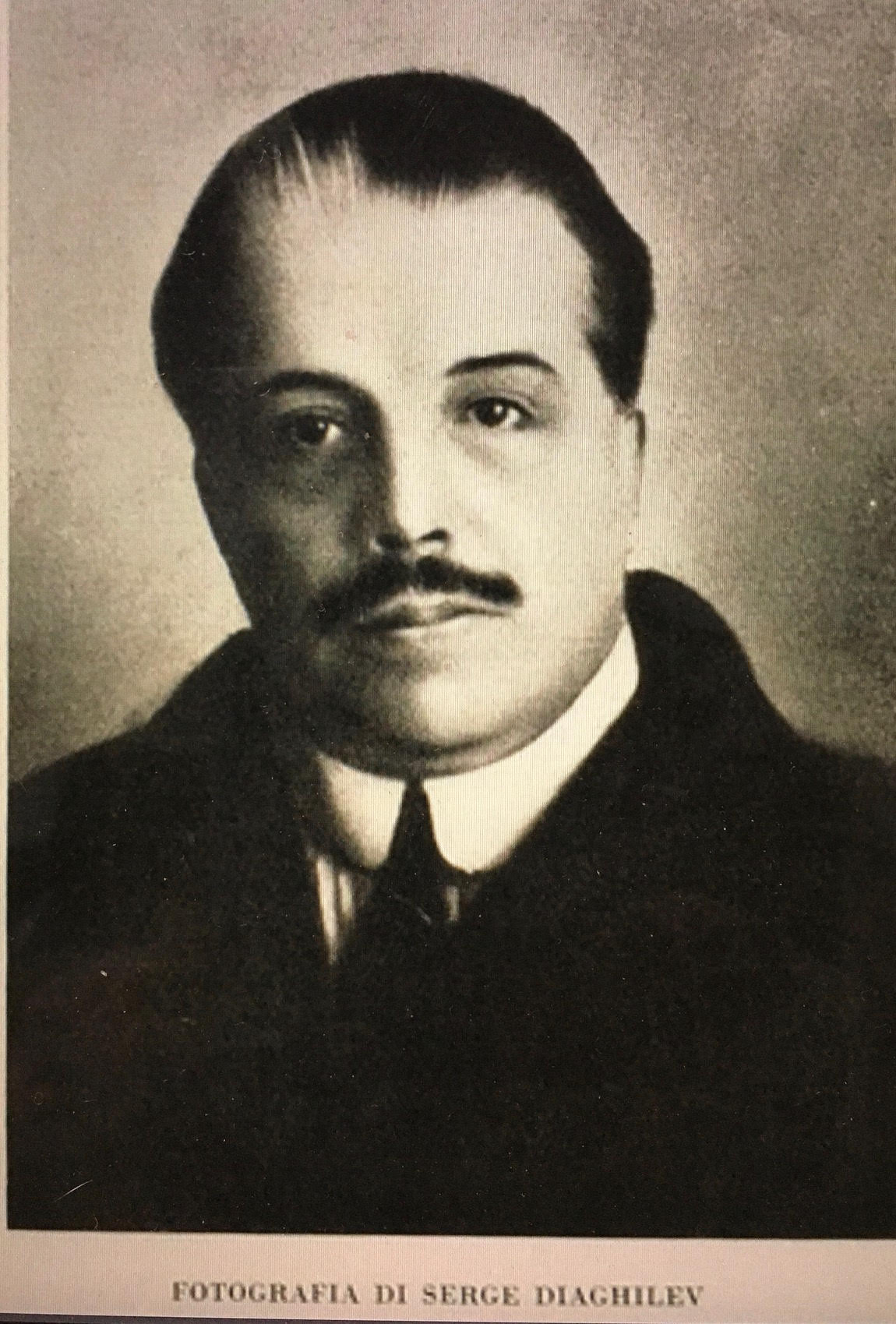
Sergei Diaghilev

Amb el regnat d'Alfons XIII, la companyia de Diaghilev va oferir a Madrid un total de cinc temporades en 21 obres diferents, una d'elles és Petrushka amb 17 representacions. En l'aspecte coreogràfic observem que quasi totes les peces presentades a Madrid durant la primera temporada eren creacions del primer creador que havia treballat amb Diaghilev: Mikhail Fokine, les seves obres havien estat reconegudes amb gran renom per diversos motius, les orientalistes (Sherezade, Cleopatra) i Petrushka, aquesta com a obra emblemàtica d'entrada a la modernitat. La societat espanyola va tenir el plaer de gaudir del ballarí Vaslav Nijinsky en vàries funcions i representacions, una d'elles a El sombrero de tres picos en cinc representacions.
Gràcies al pas de la companyia de Diaghilev per la península i la marca que va deixar la música russa i els seus ballets va sortir una inspiració de compositors espanyols a imitar-ho, amb l'èxit del segon ballet de Falla, El amor brujo, amb el que Antonia Mercè va fascinar a París el 1925, la consolidació d'un gènere coreogràfic espanyol.